# IC 1789
IC 1789 — галактика типу Sa (спіральна галактика) у сузір'ї Трикутник.
Цей об'єкт міститься в оригінальній редакції індексного каталогу.